# Tatranský pohár 1976
 Dvacátýdevátý ročník Tatranského poháru  v ledním hokeji se konal od 14. do 16. srpna 1976 v Popradu. Turnaje se zúčastnila čtyři mužstva, která se utkala jednokolově systémem každý s každým.

## Výsledky a tabulka
|    |                | TCH  | TOR  | SPA | POP | V | R | P | Skóre | B |
| 1. | ČSSR           | ***  | 14:1 | 4:1 | 7:0 | 3 | 0 | 0 | 25:2  | 6 |
| 2. | Torpedo Gorkij | 1:14 | ***  | 4:3 | 2:2 | 1 | 1 | 1 | 7:19  | 3 |
| 3. | Sparta Praha   | 1:4  | 3:4  | *** | 2:0 | 1 | 0 | 2 | 6:8   | 2 |
| 4. | LVS Poprad     | 0:7  | 2:2  | 0:2 | *** | 0 | 1 | 2 | 2:11  | 1 |

 Československo –  LVS Poprad 	7:0 (2:0, 1:0, 4:0)
14. srpna 1976 (16:00) – Poprad	

Branky Československa: 17. Pavel Richter, 18. Jiří Bubla, 37. Marán Šťastný, 43. Jiří Bubla, 43. Jaroslav Pouzar, 45. František Černík, 60. Marián Šťastný.

Rozhodčí: Ivo Filip (TCH) – Milan Mišura (TCH), Ivan Šutka (TCH)

Vyloučení: 5:3 (0:0)
ČSSR: Vladimír Dzurilla – Oldřich Machač, František Pospíšil, Milan Kajkl, Jiří Bubla, Miroslav Dvořák, Milan Chalupa – František Černík, Milan Nový, Josef Augusta - Karel Holý, Ivan Hlinka, Pavel Richter - Marián Šťastný, Peter Šťastný, Jaroslav Pouzar.

 Torpedo Gorkij –  Sparta Praha 4:3 (2:0, 1:2, 1:1)
14. srpna 1976 (19:00) – Poprad	

Branky Torpeda: 9. Mišin, 20. Frolov, 22. Mišin, 55. Ciganov.

Branky Sparty: 34. Vladislav Vlček, 38. Jiří Nikl, 54. Jiří Kochta.

Rozhodčí: Vladimír Šubrt (TCH) – František Martinko (TCH), Ján Macho (TCH)

Vyloučení: 7:6 (0:2)
Sparta Praha: Jaroslav Radvanovský - Karel Pavlík, Miroslav Kuneš, Vladislav Vlček, Vladimír Nejedlý, Vladimír Kostka, Jaroslav Šíma - Luděk Škaloud, František Kalivoda, Jiří Nikl - Lubomír Pěnička, Jiří Kochta, Jaroslav Mec - Jindřich Vícha, Václav Honc, Tomáš Netík - Josef Horešovský.

 Československo –  Torpedo Gorkij 	14:1 (0:0, 10:0, 4:1)
15. srpna 1976 – Poprad	

Branky Československa: 21. Oldřich Machač, 22. Novák, 23. Vladimír Martinec, 26. Vladimír Martinec, 28. Milan Nový, 31. Josef Augusta, 32. Jiří Holík, 32. Bohuslav Šťastný, 33. Bohuslav Šťastný, 35. Milan Nový, 49. Ivan Hlinka, 52. Milan Nový, 54. František Černík, 56. František Černík.

Branky Torpeda: Jevgenij Šigoncev.

Rozhodčí: Ivo Filip (TCH) – František Martinko (TCH), Ján Macho (TCH)

Vyloučení: 4:3 (0:0)
ČSSR: Jiří Holeček – Oldřich Machač, František Pospíšil, Milan Kajkl, Jiří Bubla, Miroslav Dvořák, František Kaberle – František Černík, Milan Nový, Josef Augusta - Bohuslav Ebermann, Ivan Hlinka, Jiří Holík - Vladimír Martinec, Jiří Novák, Bohuslav Šťastný.
Torpedo Gorkij: Viktor Afanin (Sergej Toljapkin) - Vladimir Astasjev, Jurij Vožakov, Kuljuv, Vladimir Gordejev, Michail Mironov, Michail Presniakov - Alexandr Cyganov, Alexej Mišin, Alexandr Kokurin - Vladimir Orlov, Alexandr Frolov, Jevgenij Šigoncev - Rjanov, Anatolij Tarasov, Alexandr Pušnikov.

 Sparta Praha –  LVS Poprad 	2:0 (1:0, 1:0, 0:0)
15. srpna 1976 – Poprad	

Branky Sparty: 14. Lubomír Pěnička, 26. Jaroslav Mec.

Rozhodčí: Vladimír Šubrt (TCH) – Milan Mišura (TCH), Ivan Šutka (TCH)

Vyloučení: 5:7 (0:0)

 Sparta Praha –  Československo 	1:4 (0:1, 0:2, 1:1)
16. srpna 1976 – Poprad	

Branky Sparty: 52. Jaroslav Mec.

Branky Československa: 5. Bohuslav Šťastný, 25. Peter Šťastný, 27. Ivan Hlinka, 50. Jaroslav Pouzar.

Rozhodčí: Vladimír Šubrt (TCH) - František Martinko (TCH), Ján Macho (TCH)

Vyloučení: 4:5 (0:0)
Sparta Praha: Jaroslav Radvanovský – Vladimír Kostka, Jaroslav Šíma, Miroslav Kuneš, Karel Pavlík, Vladimír Nejedlý, Vladislav Vlček – Jiří Kochta, Jaroslav Mec, Tomáš Netík – Pavel Richter, František Kalivoda, Jiří Nikl – Václav Honc, Luděk Škaloud, Lubomír Pěnička.
ČSSR: Vladimír Dzurilla – Milan Kajkl, Jiří Bubla, František Kaberle, Vladimír Šandrik, Miroslav Dvořák, Milan Chalupa – Vladimír Martinec, Jiří Novák, Bohuslav Šťastný – Jiří Holík, Ivan Hlinka, Bohuslav Ebermann – Marián Šťastný, Peter Šťastný, Jaroslav Pouzar.

 LVS Poprad –  Torpedo Gorkij 2:2 (1:1, 0:1, 1:0)
16. srpna 1976 – Poprad

Branky Popradu: 2. Ondrej Ilavský, 53. Anton Lach.

Branky Torpeda: 15. Jevgenij Šigoncev, 33. Rjanov.

Rozhodčí: Ivo Filip (TCH) – Milan Mišura (TCH), Ivan Šutka (TCH)

Vyloučení: 6:8 (0:0) z toho Alexandr Frolov a Kukurin na 10 minut.